# Aai (trigramme)
Cette page contient des caractères spéciaux ou non latins. S’ils s’affichent mal (▯, ?, etc.), consultez la page d’aide Unicode.
Pour les articles homonymes, voir AAI.
Aai (minuscule aai) est un trigramme de l'alphabet latin composé de deux A et d'un I.

## Linguistique
- En néerlandais, le trigramme ‹ aai › représente le son [aːi̯].

## Représentation informatique
Il n'existe aucun encodage de ‹ aai › sous la forme d'un seul signe. Il est toujours réalisé en accolant deux A et un I.

### Unicode
Les caractères Unicode utilisables pour former ce trigramme sont :
- Capitale AAI : U+0041 U+0041 U+0049
- Majuscule Aai : U+0041 U+0061 U+0069
- Minuscule aai : U+0061 U+0061 U+0069